# Larnaca distincta
Larnaca distincta is een rechtvleugelig insect uit de familie Gryllacrididae. De wetenschappelijke naam van deze soort is voor het eerst geldig gepubliceerd in 1888 door Carl Brunner von Wattenwyl.